# 5-й фронт (Японія)

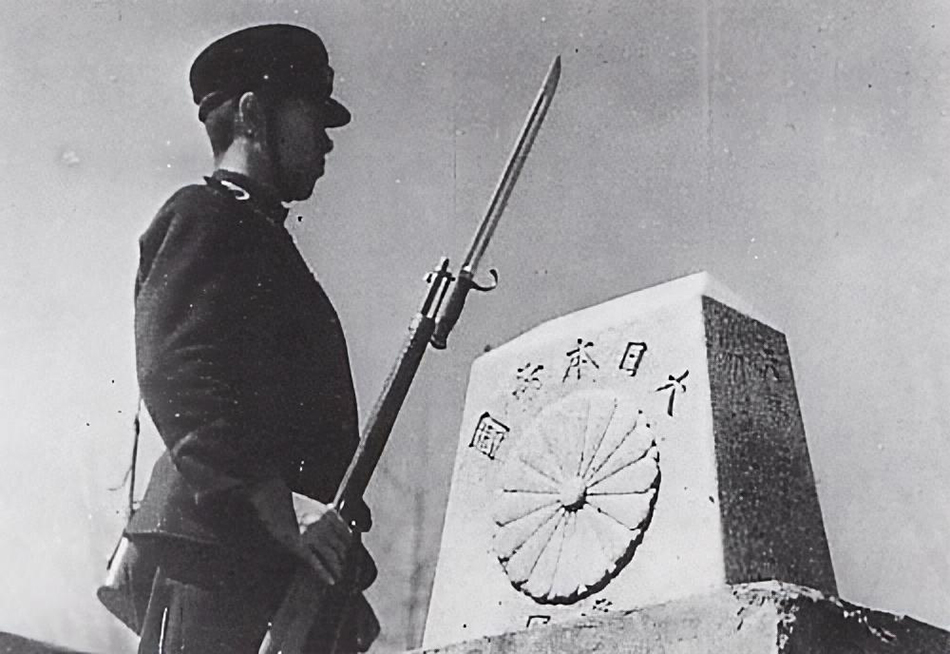
Японсько-радянський кордон на Сахаліні (до 1945).

5-й фро́нт (яп. 【第五方面軍】) — вище оперативно-стратегічне об'єднання збройних сил Японської імперії, фронт Імперської армії Японії в 1944–1945 роках. Брав участь у радянсько-японській війні (1945) на території Південного Сахаліну та Курильських островів.
Після того як в серпні 1943 року японські війська залишили Алеутські острови, лінія оборони Японської імперії на північно-східному напрямку перемістилася на Курильські острови. У відповідності з «новим курсом», що було прийнято наприкінці 1943 році, Імператорська Ставка вирішила терміново посилити оборону північно-східного напрямку, і починаючи з січня 1944 року в підкріплення охоронним загонам почала терміново відправляти на Курили живу силу та військові матеріали. 10 березня 1944 року Північна армія була переформована в 5-й фронт, підлеглий Головному командуванню оборони.Розмежуюча лінія між ним та Східною армією було встановлено по Сангарській протоці, таким чином до зони відповідальності 5-го фронту відносились Хокайдо, Курильські острови та Південний Сахалін.

## Дані
- Сформований: 16 березня 1944 року шляхом перереформування Північної армії.
- Кодова назва: Тацу (【達】, «зрілий»)[1].
- Підпорядкування: Генеральний штаб Збройних сил Японії.
- Район бойових дій: Північна Японія (о-ви Сахалін, Хоккайдо, Курильські острови), японсько-радянське пограниччя.
- Штаб: Саппоро, префектура Хоккайдо, Японія
- Місце останньої дислокації штабу: Саппоро, префектура Хоккайдо, Японія[1].
- Припинив існування: 21 серпня 1945 року після капітуляції Японії у Другій світовій війні.

## Бойові дії
- Радянсько-японська війна (1945) як складова Другої світової війни.
Оборона Південного Сахаліну, Курильських островів та Хоккайдо від наступу радянських військ.

## Командування
Командири фронту:
1. генерал-лейтенант Хіґучі Кіїчіро (16 березня 1944 — 21 серпня 1945)[2].

Голови штабу фронту:
1. генерал-майор Кімура Мацуджіро (16 березня 1944 — 26 грудня 1944)[2];
2. генерал-лейтенант Хаґі Сабуро (26 грудня 1944 — 21 серпня 1945)[2].

## Склад
- 7-а дивізія (Японія);
- 42-а дивізія (Японія);
- 88-а дивізія (Японія);
- 89-а дивізія (Японія);
- 91-а дивізія (Японія);

Радянське вторгнення до Сахаліну (1945).

- 101-а самостійна змішана бригада (Японія);
- 129-а самостійна змішана бригада (Японія);
- гарнізон фортеці Соя;
- гарнізон фортеці Цуґару;
- підрозділ оборони Немуро;
- підрозділ оборони Муроран;
- польові підрозділи

- 41-й самостійний змішаний полк;
- 22-й танковий полк;
- 31-й танковий батальйон;
- 33-й артилерійський батальйон.